# Carpanta
Carpanta es un personaje de historietas creado por el autor español José Escobar y que apareció por primera vez en la revista Pulgarcito en 1947.
Fue uno de los personajes más representativos de la posguerra española, y su popularidad durante los años cuarenta y cincuenta fue tan grande que algunos lectores llegaron a enviar comida o dinero a la redacción de Pulgarcito para remediar su hambre.

## Creación y trayectoria
En 1981, al recordar su infancia, Escobar asociaba una de sus primeras experiencias a la génesis del personaje:

Fuimos a comer al Hotel Europa y nos sirvieron en un comedor que a mí me pareció inmenso. Desgraciadamente, no pude comer nada. Me era imposible tragar. Aquel día tenía anginas. Y además un hambre canina. A veces he pensado que en aquel comedor flotaba ya el espíritu de Carpanta, que se reía de su futuro creador. ¡Ja, ja, ja! Parapsicológico que es uno.

Según el crítico Javier Coma, un antecedente de Carpanta puede encontrarse en las tiras de prensa de Pete the Tramp (1932), de C. D. Rusell, protagonizadas por un vagabundo que recorre las calles en busca de comida en los años más duros de la Depresión. Otros autores lo han relacionado con los pícaros de la novela del Siglo de Oro español, con los que tiene en común esa necesidad perentoria de llenar el estómago, para remediar la cual, como ellos, se vale de mil y una argucias.
En los años 1960 Televisión Española emitió una serie de imagen real de trece episodios, basada en la historieta de Escobar.
Entre 1977 y 1981 contó con su propia revista, Super Carpanta.

## Descripción
Carpanta es el protagonista absoluto de estas historietas. El investigador Juan Antonio Ramírez lo incluye en el apartado de Marginados, junto a otros personajes de la editorial como Gordito Relleno (1948), Currito Farola (1951), Don Danubio (1951), Morfeo Pérez (1952), Agamenón (1961), Rompetechos (1964) y Pitagorín (1966), caracterizados por un alto grado de extrañamiento respecto a su entorno.
Su nombre procede de la voz coloquial "carpanta", que significa, según el Diccionario de la lengua española, "hambre violenta". Calmar el hambre es el único objetivo de Carpanta en todas sus historietas y, su empeño, resulta constantemente frustrado. La serie refleja las durísimas circunstancias de la España de posguerra, aunque el tono de crítica social es bastante comedido, para eludir problemas con la censura franquista. De hecho, a finales de los cincuenta la censura estuvo a punto de cancelar la serie, aduciendo que "en la España de Franco nadie pasa hambre". Afortunadamente Escobar suavizó sus guiones (por eso el personaje a menudo dice que tiene "apetito", en vez de "hambre") y la serie continuó publicándose en las revistas de Bruguera.
Carpanta es un hombre bajito, de edad indefinida; en su rostro destacan la nariz prominente característica de los personajes cómicos de Bruguera y una barba que recuerda un poco a la de Cantinflas. En la primera historieta de él que se conoce, "13 en la mesa" (1947), su atuendo es más bien propio de un mendigo, pero pronto Escobar le adjudicó su indumentaria característica: camiseta a rayas, cuello alto (hasta taparle la boca), pajarita y la cabeza cubierta con un sombrero canotier. Vive bajo un puente, sin familia y sin oficio, excepto el de ingeniárselas para comer, aunque en más de una ocasión podemos ver en sus aventuras intentos desesperados de conseguir dinero en trabajos como reportero, soplón (en una fábrica de botellas) o buscando el tesoro oculto de un castillo en ruinas. Con el paso del tiempo, llegó a cambiar el puente por una casita, pero sin abandonar su mítica hambre.
El otro personaje importante de la serie es el orondo Protasio, amigo del protagonista, que no suele tener problemas para saciar su apetito. Este amigo suele aparecer con distintos empleos.
Un tercer personaje es Valeria, una linda chica de cabello negro que está enamorada de Carpanta, pero a la vez Protasio está enamorado de ella. Desdichadamente ninguno de estos dos amores son correspondidos; Carpanta rechaza a Valeria por miedo al amor y al compromiso y Valeria rechaza a Protasio porque no le gusta y además ella quiere a Carpanta.
En varios episodios aparece en la serie su creador, Escobar, autocaricaturizado.

Fascículo de T. Moix para Dolça Catalunya, de la Ed. Mateu: dos viñetas de Un experimento de radiestesia (episodio de La familia Ulises), y Carpanta, D. Berrinche, Gordito Relleno, D.ª Benita con D. Pío y Luisito, y Doña Urraca.